# Лапиров, Абрам Ильич
Лапиров, Абрам Ильич (1908-1975) – известный ленинградский архитектор, живописец, график, мастер рисунка, декоративно-прикладного искусства.

## Биография
Абрам Ильич Лапиров родился в 1908 году. в местечке Петровичи в Белоруссии. В 1925 году приехал в Ленинград, поступил сначала в художественно-промышленный техникум, затем во ВХУТЕИН, который ему пришлось оставить в 1930-м году. Работал над маскировками объектов Ленинграда, с зимы 1941 года в эвакуации в Уфе. Создал серию пейзажей с видами Уфы. Автор ряда проектов жилых зданий, типовых проектов малых форм, мебели и интерьеров. Исследователь зодчества и изобразительного искусства Русского Севера и Средней России. Создатель цикла пейзажей на эту тему.
Похоронен на Еврейском кладбище в Санкт-Петербурге.
Брат — ботаник Арон Ильич (Гилелевич) Лапиров (1898—1965).

## Избранные проекты и постройки вЛенинграде
- Обелиск на месте дуэли А. С. Пушкина на Черной речке (скульптор М. Г. Манизер, 1937)
- Здание Дома художников на Песочной набережной, 16 (1950-е)
- Монументы в честь героев Великой Отечественной войны в Гостилицах и Синявине (1960-е, скульптор Г. П. Якимова)
- Памятник В.И. Ленину в Оренбурге (скульптор В.Б. Пинчук)